# Eleições autárquicas de 2021 em Leiria
As eleições autárquicas de 2021 serviram para eleger os membros dos órgãos do poder local no concelho de Leiria.
O Partido Socialista, agora com Gonçalo Lopes como candidato, voltou a repetir a vitória folgada das eleições anteriores. Com 52,5% dos votos e 8 dos 11 vereadores, os socialistas mantêm a liderança de uma autarquia conquistada em 2009.
O Partido Social Democrata ficou longe de ameaçar o domínio socialista em Leiria, ao conseguir pouco mais de 22% e a manter-se com 3 vereadores.
Quanto às outras candidaturas, o CDS – Partido Popular não conseguiu recuperar um lugar na vereação, enquanto o Chega falhou a eleição de 1 vereador apesar de ter obtido cerca de 6% dos votos.

## Candidatos
| Lista | Lista                          | Câmara Municipal     | Assembleia Municipal  |
| ----- | ------------------------------ | -------------------- | --------------------- |
|       | Partido Socialista             | Gonçalo Lopes        | António Lacerda Sales |
|       | Partido Social Democrata       | Álvaro Madureira     | Carlos Alberto Poço   |
|       | CHEGA                          | Luís Paulo Fernandes | Hugo Morgado          |
|       | CDS-MPT                        | Fábio Seguro Joaquim | Filomena Carvalho     |
|       | Coligação Democrática Unitária | Sérgio Silva         | Joana Cartaxo         |
|       | Bloco de Esquerda              | Luís Miguel Silva    | Manuel Azenha         |
|       | Iniciativa Liberal             | Marcos Ramos         | Telmo Marques         |
|       | Pessoas–Animais–Natureza       | Pedro Machado        | Liliana Vieira        |
|       | LIVRE                          | Filipe Honório       | Filipe Honório        |

## Resultados Oficiais
Os resultados para os diferentes órgãos do poder local no concelho de Leiria foram os seguintes:

### Câmara Municipal
| Partido                 | Partido                        | Votos   | %               | +/-  | Vereadores | +/-     |
| ----------------------- | ------------------------------ | ------- | --------------- | ---- | ---------- | ------- |
|                         | Partido Socialista             | 31 658  | 52,47 / 100,00  | 1,99 | 8 / 11     | Estável |
|                         | Partido Social Democrata       | 13 502  | 22,38 / 100,00  | -    | 3 / 11     | -       |
|                         | CHEGA                          | 3 424   | 5,67 / 100,00   | Novo | 0 / 11     | Novo    |
|                         | CDS-MPT                        | 2 555   | 4,23 / 100,00   | -    | 0 / 11     | -       |
|                         | Coligação Democrática Unitária | 1 525   | 2,53 / 100,00   | 0,13 | 0 / 11     | Estável |
|                         | Bloco de Esquerda              | 1 455   | 2,41 / 100,00   | 0,31 | 0 / 11     | Estável |
|                         | Iniciativa Liberal             | 1 440   | 2,39 / 100,00   | Novo | 0 / 11     | Novo    |
|                         | Pessoas–Animais–Natureza       | 1 103   | 1,83 / 100,00   | 0,36 | 0 / 11     | Estável |
|                         | LIVRE                          | 401     | 0,66 / 100,00   | -    | 0 / 11     | -       |
| Votos Inválidos         | Votos Inválidos                | 3 275   | 5,43 / 100,00   | 0,47 |            |         |
| Total                   | Total                          | 60 338  | 100,00 / 100,00 |      | 11 / 11    |         |
| Eleitorado/Participação | Eleitorado/Participação        | 113 419 | 53,20 / 100,00  | 1,40 |            |         |

### Assembleia Municipal
| Partido                 | Partido                        | Votos   | %               | +/-  | Deputados | +/-     |
| ----------------------- | ------------------------------ | ------- | --------------- | ---- | --------- | ------- |
|                         | Partido Socialista             | 27 752  | 46,00 / 100,00  | 1,14 | 18 / 33   | 1       |
|                         | Partido Social Democrata       | 14 972  | 24,82 / 100,00  | -    | 9 / 33    | -       |
|                         | CHEGA                          | 3 947   | 6,54 / 100,00   | Novo | 2 / 33    | Novo    |
|                         | CDS-MPT                        | 2 611   | 4,33 / 100,00   | -    | 1 / 33    | -       |
|                         | Bloco de Esquerda              | 1 980   | 3,28 / 100,00   | 0,70 | 1 / 33    | Estável |
|                         | Coligação Democrática Unitária | 1 721   | 2,85 / 100,00   | 0,17 | 1 / 33    | Estável |
|                         | Iniciativa Liberal             | 1 695   | 2,81 / 100,00   | Novo | 1 / 33    | Novo    |
|                         | Pessoas–Animais–Natureza       | 1 508   | 2,50 / 100,00   | 0,70 | 0 / 33    | 1       |
|                         | LIVRE                          | 495     | 0,82 / 100,00   | -    | 0 / 33    | -       |
| Votos Inválidos         | Votos Inválidos                | 3 651   | 6,05 / 100,00   | 0,86 |           |         |
| Total                   | Total                          | 60 332  | 100,00 / 100,00 |      | 33 / 33   |         |
| Eleitorado/Participação | Eleitorado/Participação        | 113 419 | 53,19 / 100,00  | 1,42 |           |         |

### Juntas de Freguesia
| Partido                 | Partido                        | Votos   | %               | +/-  | Presidentes | +/-     | Mandatos  | +/-     |
| ----------------------- | ------------------------------ | ------- | --------------- | ---- | ----------- | ------- | --------- | ------- |
|                         | Partido Socialista             | 30 083  | 49,86 / 100,00  | 1,41 | 15 / 18     | 1       | 114 / 194 | 2       |
|                         | Partido Social Democrata       | 15 775  | 26,14 / 100,00  | -    | 3 / 18      | -       | 65 / 194  | -       |
|                         | CDS-MPT                        | 2 637   | 4,37 / 100,00   | -    | 0 / 18      | -       | 1 / 194   | -       |
|                         | CHEGA                          | 2 314   | 3,84 / 100,00   | Novo | 0 / 18      | Novo    | 5 / 194   | Novo    |
|                         | Coligação Democrática Unitária | 1 890   | 3,13 / 100,00   | 0,10 | 0 / 18      | Estável | 1 / 194   | Estável |
|                         | Bloco de Esquerda              | 1 475   | 2,44 / 100,00   | 0,24 | 0 / 18      | Estável | 2 / 194   | Estável |
|                         | PSD-CDS-MPT                    | 982     | 1,63 / 100,00   | 8,81 | 0 / 18      | 1       | 3 / 194   | 31      |
|                         | Grupo de Cidadãos              | 708     | 1,17 / 100,00   | -    | 0 / 18      | -       | 2 / 194   | -       |
|                         | Iniciativa Liberal             | 653     | 1,08 / 100,00   | Novo | 0 / 18      | Novo    | 1 / 194   | Novo    |
| Votos Inválidos         | Votos Inválidos                | 3 820   | 6,33 / 100,00   | 0,47 |             |         |           |         |
| Total                   | Total                          | 60 337  | 100,00 / 100,00 |      | 18 / 18     |         | 194 / 194 | 4       |
| Eleitorado/Participação | Eleitorado/Participação        | 113 419 | 53,20 / 100,00  | 2,41 |             |         |           |         |

## Resultados por Freguesia

### Câmara Municipal
| Freguesia                         | %     | %     | %    | %        | %    | %    | %    | %    | %    | Votantes |
| Freguesia                         | PS    | PSD   | CH   | CDS- MPT | CDU  | BE   | IL   | PAN  | L    | Votantes |
| --------------------------------- | ----- | ----- | ---- | -------- | ---- | ---- | ---- | ---- | ---- | -------- |
| Freguesia                         |       |       |      |          |      |      |      |      |      | Votantes |
| Amor                              | 58,82 | 21,51 | 3,92 | 1,53     | 2,93 | 1,67 | 1,89 | 1,44 | 0,86 | 2 222    |
| Arrabal                           | 53,15 | 24,53 | 6,31 | 3,74     | 1,87 | 1,59 | 1,52 | 1,11 | 0,83 | 1 443    |
| Bajouca                           | 44,97 | 39,49 | 2,45 | 4,42     | 0,90 | 0,57 | 0,98 | 1,47 | 0,33 | 1 223    |
| Bidoeira de Cima                  | 43,51 | 38,99 | 3,47 | 3,70     | 0,30 | 0,90 | 1,51 | 1,36 | 0,38 | 1 326    |
| Caranguejeira                     | 49,71 | 32,42 | 4,47 | 5,08     | 0,99 | 0,61 | 1,15 | 1,11 | 0,23 | 2 619    |
| Coimbrão                          | 55,89 | 23,92 | 5,02 | 1,40     | 2,45 | 1,52 | 0,58 | 1,98 | 0,35 | 857      |
| Colmeias e Memória                | 47,52 | 32,24 | 5,34 | 3,17     | 0,79 | 1,53 | 2,27 | 1,43 | 0,42 | 1 892    |
| Leiria, Pousos, Barreira e Cortes | 54,11 | 16,79 | 5,50 | 4,70     | 3,06 | 3,48 | 4,04 | 2,27 | 0,80 | 14 804   |
| Maceira                           | 52,84 | 21,34 | 6,47 | 3,74     | 2,66 | 2,48 | 1,59 | 1,61 | 0,59 | 4 593    |
| Marrazes e Barosa                 | 53,25 | 17,02 | 7,15 | 3,61     | 4,32 | 3,49 | 2,63 | 2,45 | 1,00 | 9 288    |
| Milagres                          | 55,70 | 21,23 | 7,16 | 2,72     | 1,33 | 1,84 | 1,96 | 1,52 | 0,57 | 1 578    |
| Monte Real e Carvide              | 50,56 | 24,78 | 3,99 | 4,89     | 2,88 | 2,23 | 2,01 | 1,83 | 0,58 | 2 781    |
| Monte Redondo e Carreira          | 53,73 | 24,32 | 4,31 | 4,67     | 3,07 | 1,50 | 1,13 | 1,13 | 0,51 | 2 738    |
| Parceiros e Azoia                 | 54,94 | 19,05 | 5,89 | 3,74     | 2,74 | 3,16 | 2,91 | 1,93 | 0,50 | 3 580    |
| Regueira de Pontes                | 58,43 | 15,93 | 4,34 | 7,92     | 2,30 | 1,70 | 1,11 | 1,53 | 0,34 | 1 174    |
| Santa Catarina da Serra e Chainça | 46,23 | 35,10 | 5,92 | 4,06     | 0,54 | 0,79 | 1,01 | 1,18 | 0,50 | 2 786    |
| Santa Eufémia e Boa Vista         | 48,76 | 24,20 | 8,69 | 4,83     | 1,20 | 1,89 | 2,16 | 1,52 | 0,55 | 2 174    |
| Souto da Carpalhosa e Ortigosa    | 50,21 | 27,52 | 5,40 | 6,26     | 0,89 | 1,13 | 1,26 | 1,50 | 0,55 | 3 260    |
| Leiria                            | 52,47 | 22,38 | 5,67 | 4,23     | 2,53 | 2,41 | 2,39 | 1,83 | 0,66 | 60 338   |

#### Amor
| Partido                 | Partido                        | Votos | %               | +/-  |
| ----------------------- | ------------------------------ | ----- | --------------- | ---- |
|                         | Partido Socialista             | 1 307 | 58,82 / 100,00  | 5,70 |
|                         | Partido Social Democrata       | 478   | 21,51 / 100,00  | -    |
|                         | CHEGA                          | 87    | 3,92 / 100,00   | Novo |
|                         | Coligação Democrática Unitária | 65    | 2,93 / 100,00   | 0,75 |
|                         | Iniciativa Liberal             | 42    | 1,89 / 100,00   | Novo |
|                         | Bloco de Esquerda              | 37    | 1,67 / 100,00   | 0,83 |
|                         | CDS-MPT                        | 34    | 1,53 / 100,00   | -    |
|                         | Pessoas–Animais–Natureza       | 32    | 1,44 / 100,00   | 0,79 |
|                         | LIVRE                          | 19    | 0,86 / 100,00   | -    |
| Votos Inválidos         | Votos Inválidos                | 121   | 5,45 / 100,00   | 0,31 |
| Total                   | Total                          | 2 222 | 100,00 / 100,00 |      |
| Eleitorado/Participação | Eleitorado/Participação        | 4 110 | 54,06 / 100,00  | 0,02 |

#### Arrabal
| Partido                 | Partido                        | Votos | %               | +/-  |
| ----------------------- | ------------------------------ | ----- | --------------- | ---- |
|                         | Partido Socialista             | 767   | 53,15 / 100,00  | 4,07 |
|                         | Partido Social Democrata       | 354   | 24,53 / 100,00  | -    |
|                         | CHEGA                          | 91    | 6,31 / 100,00   | Novo |
|                         | CDS-MPT                        | 54    | 3,74 / 100,00   | -    |
|                         | Coligação Democrática Unitária | 27    | 1,87 / 100,00   | 0,36 |
|                         | Bloco de Esquerda              | 23    | 1,59 / 100,00   | 0,06 |
|                         | Iniciativa Liberal             | 22    | 1,52 / 100,00   | Novo |
|                         | Pessoas–Animais–Natureza       | 16    | 1,11 / 100,00   | 0,67 |
|                         | LIVRE                          | 12    | 0,83 / 100,00   | -    |
| Votos Inválidos         | Votos Inválidos                | 77    | 5,33 / 100,00   | 0,08 |
| Total                   | Total                          | 1 443 | 100,00 / 100,00 |      |
| Eleitorado/Participação | Eleitorado/Participação        | 2 367 | 60,96 / 100,00  | 3,17 |

#### Bajouca
| Partido                 | Partido                        | Votos | %               | +/-     |
| ----------------------- | ------------------------------ | ----- | --------------- | ------- |
|                         | Partido Socialista             | 550   | 44,97 / 100,00  | 6,58    |
|                         | Partido Social Democrata       | 483   | 39,49 / 100,00  | -       |
|                         | CDS-MPT                        | 54    | 4,42 / 100,00   | -       |
|                         | CHEGA                          | 30    | 2,45 / 100,00   | Novo    |
|                         | Pessoas–Animais–Natureza       | 18    | 1,47 / 100,00   | 0,23    |
|                         | Iniciativa Liberal             | 12    | 0,98 / 100,00   | Novo    |
|                         | Coligação Democrática Unitária | 11    | 0,90 / 100,00   | 0,11    |
|                         | Bloco de Esquerda              | 7     | 0,57 / 100,00   | 0,09    |
|                         | LIVRE                          | 4     | 0,33 / 100,00   | -       |
| Votos Inválidos         | Votos Inválidos                | 54    | 4,41 / 100,00   | Estável |
| Total                   | Total                          | 1 223 | 100,00 / 100,00 |         |
| Eleitorado/Participação | Eleitorado/Participação        | 1 780 | 68,71 / 100,00  | 1,66    |

#### Bidoeira de Cima
| Partido                 | Partido                        | Votos | %               | +/-  |
| ----------------------- | ------------------------------ | ----- | --------------- | ---- |
|                         | Partido Socialista             | 577   | 43,51 / 100,00  | 3,23 |
|                         | Partido Social Democrata       | 517   | 38,99 / 100,00  | -    |
|                         | CDS-MPT                        | 49    | 3,70 / 100,00   | -    |
|                         | CHEGA                          | 46    | 3,47 / 100,00   | Novo |
|                         | Iniciativa Liberal             | 20    | 1,51 / 100,00   | Novo |
|                         | Pessoas–Animais–Natureza       | 18    | 1,36 / 100,00   | 0,01 |
|                         | Bloco de Esquerda              | 12    | 0,90 / 100,00   | 0,45 |
|                         | LIVRE                          | 5     | 0,38 / 100,00   | -    |
|                         | Coligação Democrática Unitária | 4     | 0,30 / 100,00   | 0,15 |
| Votos Inválidos         | Votos Inválidos                | 78    | 5,88 / 100,00   | 0,88 |
| Total                   | Total                          | 1 326 | 100,00 / 100,00 |      |
| Eleitorado/Participação | Eleitorado/Participação        | 2 079 | 63,78 / 100,00  | 0,15 |

#### Caranguejeira
| Partido                 | Partido                        | Votos | %               | +/-  |
| ----------------------- | ------------------------------ | ----- | --------------- | ---- |
|                         | Partido Socialista             | 1 302 | 49,71 / 100,00  | 0,95 |
|                         | Partido Social Democrata       | 849   | 32,42 / 100,00  | -    |
|                         | CDS-MPT                        | 133   | 5,08 / 100,00   | -    |
|                         | CHEGA                          | 117   | 4,47 / 100,00   | Novo |
|                         | Iniciativa Liberal             | 30    | 1,15 / 100,00   | Novo |
|                         | Pessoas–Animais–Natureza       | 29    | 1,11 / 100,00   | 0,53 |
|                         | Coligação Democrática Unitária | 26    | 0,99 / 100,00   | 0,38 |
|                         | Bloco de Esquerda              | 16    | 0,61 / 100,00   | 0,17 |
|                         | LIVRE                          | 6     | 0,23 / 100,00   | -    |
| Votos Inválidos         | Votos Inválidos                | 111   | 4,24 / 100,00   | 1,22 |
| Total                   | Total                          | 2 619 | 100,00 / 100,00 |      |
| Eleitorado/Participação | Eleitorado/Participação        | 4 316 | 60,68 / 100,00  | 2,24 |

#### Coimbrão
| Partido                 | Partido                        | Votos | %               | +/-  |
| ----------------------- | ------------------------------ | ----- | --------------- | ---- |
|                         | Partido Socialista             | 479   | 55,89 / 100,00  | 3,58 |
|                         | Partido Social Democrata       | 205   | 23,92 / 100,00  | -    |
|                         | CHEGA                          | 43    | 5,02 / 100,00   | Novo |
|                         | Coligação Democrática Unitária | 21    | 2,45 / 100,00   | 0,48 |
|                         | Pessoas–Animais–Natureza       | 17    | 1,98 / 100,00   | 0,05 |
|                         | Bloco de Esquerda              | 13    | 1,52 / 100,00   | 0,85 |
|                         | CDS-MPT                        | 12    | 1,40 / 100,00   | -    |
|                         | Iniciativa Liberal             | 5     | 0,58 / 100,00   | Novo |
|                         | LIVRE                          | 3     | 0,35 / 100,00   | -    |
| Votos Inválidos         | Votos Inválidos                | 59    | 6,88 / 100,00   | 0,46 |
| Total                   | Total                          | 857   | 100,00 / 100,00 |      |
| Eleitorado/Participação | Eleitorado/Participação        | 1 650 | 51,94 / 100,00  | 0,22 |

#### Colmeias e Memória
| Partido                 | Partido                        | Votos | %               | +/-  |
| ----------------------- | ------------------------------ | ----- | --------------- | ---- |
|                         | Partido Socialista             | 899   | 47,52 / 100,00  | 1,22 |
|                         | Partido Social Democrata       | 610   | 32,24 / 100,00  | -    |
|                         | CHEGA                          | 101   | 5,34 / 100,00   | Novo |
|                         | CDS-MPT                        | 60    | 3,17 / 100,00   | -    |
|                         | Iniciativa Liberal             | 43    | 2,27 / 100,00   | Novo |
|                         | Bloco de Esquerda              | 29    | 1,53 / 100,00   | 0,45 |
|                         | Pessoas–Animais–Natureza       | 27    | 1,43 / 100,00   | 0,86 |
|                         | Coligação Democrática Unitária | 15    | 0,79 / 100,00   | 0,05 |
|                         | LIVRE                          | 8     | 0,42 / 100,00   | -    |
| Votos Inválidos         | Votos Inválidos                | 100   | 5,39 / 100,00   | 0,57 |
| Total                   | Total                          | 1 892 | 100,00 / 100,00 |      |
| Eleitorado/Participação | Eleitorado/Participação        | 3 890 | 48,64 / 100,00  | 2,79 |

#### Leiria, Pousos, Barreira e Cortes
| Partido                 | Partido                        | Votos  | %               | +/-  |
| ----------------------- | ------------------------------ | ------ | --------------- | ---- |
|                         | Partido Socialista             | 8 010  | 54,11 / 100,00  | 4,67 |
|                         | Partido Social Democrata       | 2 485  | 16,79 / 100,00  | -    |
|                         | CHEGA                          | 814    | 5,50 / 100,00   | Novo |
|                         | CDS-MPT                        | 696    | 4,70 / 100,00   | -    |
|                         | Iniciativa Liberal             | 598    | 4,04 / 100,00   | Novo |
|                         | Bloco de Esquerda              | 515    | 3,48 / 100,00   | 0,52 |
|                         | Coligação Democrática Unitária | 453    | 3,06 / 100,00   | 0,05 |
|                         | Pessoas–Animais–Natureza       | 336    | 2,27 / 100,00   | 0,32 |
|                         | LIVRE                          | 119    | 0,80 / 100,00   | -    |
| Votos Inválidos         | Votos Inválidos                | 778    | 5,26 / 100,00   | 0,15 |
| Total                   | Total                          | 14 804 | 100,00 / 100,00 |      |
| Eleitorado/Participação | Eleitorado/Participação        | 29 218 | 50,67 / 100,00  | 1,94 |

#### Maceira
| Partido                 | Partido                        | Votos | %               | +/-  |
| ----------------------- | ------------------------------ | ----- | --------------- | ---- |
|                         | Partido Socialista             | 2 427 | 52,84 / 100,00  | 6,12 |
|                         | Partido Social Democrata       | 980   | 21,34 / 100,00  | -    |
|                         | CHEGA                          | 297   | 6,47 / 100,00   | Novo |
|                         | CDS-MPT                        | 172   | 3,74 / 100,00   | -    |
|                         | Coligação Democrática Unitária | 122   | 2,66 / 100,00   | 0,14 |
|                         | Bloco de Esquerda              | 114   | 2,48 / 100,00   | 0,34 |
|                         | Pessoas–Animais–Natureza       | 74    | 1,61 / 100,00   | 0,80 |
|                         | Iniciativa Liberal             | 73    | 1,59 / 100,00   | Novo |
|                         | LIVRE                          | 27    | 0,59 / 100,00   | -    |
| Votos Inválidos         | Votos Inválidos                | 307   | 6,69 / 100,00   | 0,76 |
| Total                   | Total                          | 4 593 | 100,00 / 100,00 |      |
| Eleitorado/Participação | Eleitorado/Participação        | 8 421 | 54,54 / 100,00  | 2,73 |

#### Marrazes e Barrosa
| Partido                 | Partido                        | Votos  | %               | +/-  |
| ----------------------- | ------------------------------ | ------ | --------------- | ---- |
|                         | Partido Socialista             | 4 946  | 53,25 / 100,00  | 3,98 |
|                         | Partido Social Democrata       | 1 581  | 17,02 / 100,00  | -    |
|                         | CHEGA                          | 664    | 7,15 / 100,00   | Novo |
|                         | Coligação Democrática Unitária | 401    | 4,32 / 100,00   | 0,29 |
|                         | CDS-MPT                        | 335    | 3,61 / 100,00   | -    |
|                         | Bloco de Esquerda              | 324    | 3,49 / 100,00   | 0,93 |
|                         | Iniciativa Liberal             | 244    | 2,63 / 100,00   | Novo |
|                         | Pessoas–Animais–Natureza       | 228    | 2,45 / 100,00   | 0,26 |
|                         | LIVRE                          | 93     | 1,00 / 100,00   | -    |
| Votos Inválidos         | Votos Inválidos                | 472    | 5,08 / 100,00   | 0,90 |
| Total                   | Total                          | 9 288  | 100,00 / 100,00 |      |
| Eleitorado/Participação | Eleitorado/Participação        | 21 659 | 42,88 / 100,00  | 1,18 |

#### Milagres
| Partido                 | Partido                        | Votos | %               | +/-  |
| ----------------------- | ------------------------------ | ----- | --------------- | ---- |
|                         | Partido Socialista             | 879   | 55,70 / 100,00  | 4,83 |
|                         | Partido Social Democrata       | 335   | 21,23 / 100,00  | -    |
|                         | CHEGA                          | 113   | 7,16 / 100,00   | Novo |
|                         | CDS-MPT                        | 43    | 2,72 / 100,00   | -    |
|                         | Iniciativa Liberal             | 31    | 1,96 / 100,00   | Novo |
|                         | Bloco de Esquerda              | 29    | 1,84 / 100,00   | 0,73 |
|                         | Pessoas–Animais–Natureza       | 24    | 1,52 / 100,00   | 0,47 |
|                         | Coligação Democrática Unitária | 21    | 1,33 / 100,00   | 0,53 |
|                         | LIVRE                          | 9     | 0,57 / 100,00   | -    |
| Votos Inválidos         | Votos Inválidos                | 94    | 5,96 / 100,00   | 0,87 |
| Total                   | Total                          | 1 578 | 100,00 / 100,00 |      |
| Eleitorado/Participação | Eleitorado/Participação        | 2 797 | 56,42 / 100,00  | 0,62 |

#### Monte Real e Carvide
| Partido                 | Partido                        | Votos | %               | +/-  |
| ----------------------- | ------------------------------ | ----- | --------------- | ---- |
|                         | Partido Socialista             | 1 406 | 50,56 / 100,00  | 3,02 |
|                         | Partido Social Democrata       | 689   | 24,78 / 100,00  | -    |
|                         | CDS-MPT                        | 136   | 4,89 / 100,00   | -    |
|                         | CHEGA                          | 111   | 3,99 / 100,00   | Novo |
|                         | Coligação Democrática Unitária | 80    | 2,88 / 100,00   | 0,97 |
|                         | Bloco de Esquerda              | 62    | 2,23 / 100,00   | 0,15 |
|                         | Iniciativa Liberal             | 56    | 2,01 / 100,00   | Novo |
|                         | Pessoas–Animais–Natureza       | 51    | 1,83 / 100,00   | 0,71 |
|                         | LIVRE                          | 16    | 0,58 / 100,00   | -    |
| Votos Inválidos         | Votos Inválidos                | 174   | 6,26 / 100,00   | 0,87 |
| Total                   | Total                          | 2 781 | 100,00 / 100,00 |      |
| Eleitorado/Participação | Eleitorado/Participação        | 4 989 | 55,74 / 100,00  | 2,84 |

#### Monte Redondo e Carreira
| Partido                 | Partido                        | Votos | %               | +/-  |
| ----------------------- | ------------------------------ | ----- | --------------- | ---- |
|                         | Partido Socialista             | 1 471 | 53,73 / 100,00  | 3,71 |
|                         | Partido Social Democrata       | 666   | 24,32 / 100,00  | -    |
|                         | CDS-MPT                        | 128   | 4,67 / 100,00   | -    |
|                         | CHEGA                          | 118   | 4,31 / 100,00   | Novo |
|                         | Coligação Democrática Unitária | 84    | 3,07 / 100,00   | 0,69 |
|                         | Bloco de Esquerda              | 41    | 1,50 / 100,00   | 0,13 |
|                         | Iniciativa Liberal             | 31    | 1,13 / 100,00   | Novo |
|                         | Pessoas–Animais–Natureza       | 31    | 1,13 / 100,00   | 0,30 |
|                         | LIVRE                          | 14    | 0,51 / 100,00   | -    |
| Votos Inválidos         | Votos Inválidos                | 154   | 5,62 / 100,00   | 1,41 |
| Total                   | Total                          | 2 738 | 100,00 / 100,00 |      |
| Eleitorado/Participação | Eleitorado/Participação        | 4 777 | 57,32 / 100,00  | 2,30 |

#### Parceiros e Azoia
| Partido                 | Partido                        | Votos | %               | +/-  |
| ----------------------- | ------------------------------ | ----- | --------------- | ---- |
|                         | Partido Socialista             | 1 967 | 54,94 / 100,00  | 6,24 |
|                         | Partido Social Democrata       | 682   | 19,05 / 100,00  | -    |
|                         | CHEGA                          | 211   | 5,89 / 100,00   | Novo |
|                         | CDS-MPT                        | 134   | 3,74 / 100,00   | -    |
|                         | Bloco de Esquerda              | 113   | 3,16 / 100,00   | 0,08 |
|                         | Iniciativa Liberal             | 104   | 2,91 / 100,00   | Novo |
|                         | Coligação Democrática Unitária | 98    | 2,74 / 100,00   | 0,08 |
|                         | Pessoas–Animais–Natureza       | 69    | 1,93 / 100,00   | 0,51 |
|                         | LIVRE                          | 18    | 0,50 / 100,00   | -    |
| Votos Inválidos         | Votos Inválidos                | 184   | 5,14 / 100,00   | 0,85 |
| Total                   | Total                          | 3 580 | 100,00 / 100,00 |      |
| Eleitorado/Participação | Eleitorado/Participação        | 6 335 | 56,51 / 100,00  | 1,00 |

#### Regueira de Pontes
| Partido                 | Partido                        | Votos | %               | +/-  |
| ----------------------- | ------------------------------ | ----- | --------------- | ---- |
|                         | Partido Socialista             | 686   | 58,43 / 100,00  | 3,23 |
|                         | Partido Social Democrata       | 187   | 15,93 / 100,00  | -    |
|                         | CDS-MPT                        | 93    | 7,92 / 100,00   | -    |
|                         | CHEGA                          | 51    | 4,34 / 100,00   | Novo |
|                         | Coligação Democrática Unitária | 27    | 2,30 / 100,00   | 0,60 |
|                         | Bloco de Esquerda              | 20    | 1,70 / 100,00   | 0,17 |
|                         | Pessoas–Animais–Natureza       | 18    | 1,53 / 100,00   | 0,25 |
|                         | Iniciativa Liberal             | 13    | 1,11 / 100,00   | Novo |
|                         | LIVRE                          | 4     | 0,34 / 100,00   | -    |
| Votos Inválidos         | Votos Inválidos                | 75    | 6,39 / 100,00   | 1,07 |
| Total                   | Total                          | 1 174 | 100,00 / 100,00 |      |
| Eleitorado/Participação | Eleitorado/Participação        | 1 898 | 61,85 / 100,00  | 0,37 |

#### Santa Catarina da Serra e Chainça
| Partido                 | Partido                        | Votos | %               | +/-   |
| ----------------------- | ------------------------------ | ----- | --------------- | ----- |
|                         | Partido Socialista             | 1 288 | 46,23 / 100,00  | 13,93 |
|                         | Partido Social Democrata       | 978   | 35,10 / 100,00  | -     |
|                         | CHEGA                          | 165   | 5,92 / 100,00   | Novo  |
|                         | CDS-MPT                        | 113   | 4,06 / 100,00   | -     |
|                         | Pessoas–Animais–Natureza       | 33    | 1,18 / 100,00   | 0,36  |
|                         | Iniciativa Liberal             | 28    | 1,01 / 100,00   | Novo  |
|                         | Bloco de Esquerda              | 22    | 0,79 / 100,00   | 0,10  |
|                         | Coligação Democrática Unitária | 15    | 0,54 / 100,00   | 0,31  |
|                         | LIVRE                          | 14    | 0,50 / 100,00   | -     |
| Votos Inválidos         | Votos Inválidos                | 130   | 4,67 / 100,00   | 1,82  |
| Total                   | Total                          | 2 786 | 100,00 / 100,00 |       |
| Eleitorado/Participação | Eleitorado/Participação        | 4 219 | 66,03 / 100,00  | 1,11  |

#### Santa Eufémia e Boa Vista
| Partido                 | Partido                        | Votos | %               | +/-  |
| ----------------------- | ------------------------------ | ----- | --------------- | ---- |
|                         | Partido Socialista             | 1 060 | 48,76 / 100,00  | 6,25 |
|                         | Partido Social Democrata       | 526   | 24,20 / 100,00  | -    |
|                         | CHEGA                          | 189   | 8,69 / 100,00   | Novo |
|                         | CDS-MPT                        | 105   | 4,83 / 100,00   | -    |
|                         | Iniciativa Liberal             | 47    | 2,16 / 100,00   | Novo |
|                         | Bloco de Esquerda              | 41    | 1,89 / 100,00   | 0,21 |
|                         | Pessoas–Animais–Natureza       | 33    | 1,52 / 100,00   | 0,25 |
|                         | Coligação Democrática Unitária | 26    | 1,20 / 100,00   | 0,02 |
|                         | LIVRE                          | 12    | 0,55 / 100,00   | -    |
| Votos Inválidos         | Votos Inválidos                | 135   | 6,21 / 100,00   | 0,64 |
| Total                   | Total                          | 2 174 | 100,00 / 100,00 |      |
| Eleitorado/Participação | Eleitorado/Participação        | 3 806 | 57,12 / 100,00  | 0,41 |

#### Souto da Carpalhosa e Ortigosa
| Partido                 | Partido                        | Votos | %               | +/-  |
| ----------------------- | ------------------------------ | ----- | --------------- | ---- |
|                         | Partido Socialista             | 1 637 | 50,21 / 100,00  | 3,89 |
|                         | Partido Social Democrata       | 897   | 27,52 / 100,00  | -    |
|                         | CDS-MPT                        | 204   | 6,26 / 100,00   | -    |
|                         | CHEGA                          | 176   | 5,40 / 100,00   | Novo |
|                         | Pessoas–Animais–Natureza       | 49    | 1,50 / 100,00   | 0,38 |
|                         | Iniciativa Liberal             | 41    | 1,26 / 100,00   | Novo |
|                         | Bloco de Esquerda              | 37    | 1,13 / 100,00   | 0,07 |
|                         | Coligação Democrática Unitária | 29    | 0,89 / 100,00   | 0,27 |
|                         | LIVRE                          | 18    | 0,55 / 100,00   | -    |
| Votos Inválidos         | Votos Inválidos                | 172   | 5,28 / 100,00   | 0,87 |
| Total                   | Total                          | 3 260 | 100,00 / 100,00 |      |
| Eleitorado/Participação | Eleitorado/Participação        | 5 108 | 63,82 / 100,00  | 4,98 |

### Assembleia Municipal
| Freguesia                         | %     | %     | %     | %        | %    | %    | %    | %    | %    | Votantes |
| Freguesia                         | PS    | PSD   | CH    | CDS- MPT | BE   | CDU  | IL   | PAN  | L    | Votantes |
| --------------------------------- | ----- | ----- | ----- | -------- | ---- | ---- | ---- | ---- | ---- | -------- |
| Freguesia                         |       |       |       |          |      |      |      |      |      | Votantes |
| Amor                              | 51,13 | 25,02 | 4,41  | 1,49     | 2,39 | 3,42 | 2,52 | 1,89 | 0,90 | 2 222    |
| Arrabal                           | 47,05 | 27,23 | 6,51  | 4,44     | 1,80 | 2,22 | 2,01 | 1,94 | 0,49 | 1 443    |
| Bajouca                           | 36,63 | 45,71 | 2,78  | 4,82     | 1,14 | 1,31 | 1,23 | 1,47 | 0,49 | 1 223    |
| Bidoeira de Cima                  | 42,16 | 38,84 | 4,52  | 3,47     | 0,83 | 0,38 | 1,58 | 0,98 | 0,38 | 1 326    |
| Caranguejeira                     | 43,34 | 35,74 | 5,31  | 4,96     | 1,53 | 0,73 | 1,18 | 1,60 | 0,31 | 2 619    |
| Coimbrão                          | 52,51 | 25,44 | 5,37  | 1,28     | 2,10 | 2,80 | 0,82 | 1,87 | 0,70 | 857      |
| Colmeias e Memória                | 40,99 | 35,04 | 8,54  | 2,74     | 1,53 | 1,00 | 2,69 | 1,74 | 0,58 | 1 898    |
| Leiria, Pousos, Barreira e Cortes | 46,74 | 19,29 | 6,07  | 5,06     | 4,81 | 3,65 | 4,61 | 3,17 | 1,09 | 14 796   |
| Maceira                           | 49,47 | 22,29 | 6,40  | 3,59     | 3,14 | 2,94 | 2,09 | 2,24 | 0,78 | 4 593    |
| Marrazes e Barosa                 | 45,45 | 19,49 | 8,11  | 3,55     | 4,78 | 4,90 | 3,26 | 3,46 | 1,20 | 9 285    |
| Milagres                          | 51,14 | 23,70 | 8,11  | 2,09     | 2,47 | 1,65 | 2,03 | 1,65 | 0,38 | 1 578    |
| Monte Real e Carvide              | 45,77 | 26,07 | 4,78  | 4,96     | 2,84 | 2,84 | 1,94 | 2,41 | 0,79 | 2 781    |
| Monte Redondo e Carreira          | 49,12 | 25,64 | 4,86  | 4,82     | 2,41 | 3,36 | 1,10 | 1,64 | 0,80 | 2 738    |
| Parceiros e Azoia                 | 46,76 | 21,82 | 6,87  | 3,83     | 4,44 | 2,99 | 3,55 | 3,07 | 0,87 | 3 580    |
| Regueira de Pontes                | 53,58 | 17,21 | 5,37  | 8,94     | 1,62 | 2,21 | 1,19 | 1,79 | 0,34 | 1 174    |
| Santa Catarina da Serra e Chainça | 42,14 | 36,72 | 7,04  | 4,02     | 1,29 | 0,65 | 1,44 | 1,51 | 0,36 | 2 786    |
| Santa Eufémia e Boa Vista         | 43,47 | 25,21 | 12,01 | 4,37     | 2,07 | 1,15 | 2,67 | 1,75 | 0,41 | 2 174    |
| Souto da Carpalhosa e Ortigosa    | 40,26 | 33,35 | 6,41  | 6,75     | 1,44 | 0,83 | 1,53 | 2,27 | 0,58 | 3 259    |
| Leiria                            | 46,00 | 24,82 | 6,54  | 4,33     | 3,28 | 2,85 | 2,81 | 2,50 | 0,82 | 60 332   |

#### Amor
| Partido                 | Partido                        | Votos | %               | +/-  |
| ----------------------- | ------------------------------ | ----- | --------------- | ---- |
|                         | Partido Socialista             | 1 136 | 51,13 / 100,00  | 7,84 |
|                         | Partido Social Democrata       | 556   | 25,02 / 100,00  | -    |
|                         | CHEGA                          | 98    | 4,41 / 100,00   | Novo |
|                         | Coligação Democrática Unitária | 76    | 3,42 / 100,00   | 0,81 |
|                         | Iniciativa Liberal             | 56    | 2,52 / 100,00   | Novo |
|                         | Bloco de Esquerda              | 53    | 2,39 / 100,00   | 1,02 |
|                         | Pessoas–Animais–Natureza       | 42    | 1,89 / 100,00   | 1,52 |
|                         | CDS-MPT                        | 33    | 1,49 / 100,00   | -    |
|                         | LIVRE                          | 20    | 0,90 / 100,00   | -    |
| Votos Inválidos         | Votos Inválidos                | 152   | 6,85 / 100,00   | 0,71 |
| Total                   | Total                          | 2 222 | 100,00 / 100,00 |      |
| Eleitorado/Participação | Eleitorado/Participação        | 4 110 | 54,06 / 100,00  | 0,02 |

#### Arrabal
| Partido                 | Partido                        | Votos | %               | +/-  |
| ----------------------- | ------------------------------ | ----- | --------------- | ---- |
|                         | Partido Socialista             | 679   | 47,05 / 100,00  | 2,80 |
|                         | Partido Social Democrata       | 393   | 27,23 / 100,00  | -    |
|                         | CHEGA                          | 94    | 6,51 / 100,00   | Novo |
|                         | CDS-MPT                        | 64    | 4,44 / 100,00   | -    |
|                         | Coligação Democrática Unitária | 32    | 2,22 / 100,00   | 0,96 |
|                         | Iniciativa Liberal             | 29    | 2,01 / 100,00   | Novo |
|                         | Pessoas–Animais–Natureza       | 28    | 1,94 / 100,00   | 0,60 |
|                         | Bloco de Esquerda              | 26    | 1,80 / 100,00   | 0,81 |
|                         | LIVRE                          | 7     | 0,49 / 100,00   | -    |
| Votos Inválidos         | Votos Inválidos                | 91    | 6,30 / 100,00   | 0,13 |
| Total                   | Total                          | 1 443 | 100,00 / 100,00 |      |
| Eleitorado/Participação | Eleitorado/Participação        | 2 367 | 60,96 / 100,00  | 3,17 |

#### Bajouca
| Partido                 | Partido                        | Votos | %               | +/-  |
| ----------------------- | ------------------------------ | ----- | --------------- | ---- |
|                         | Partido Social Democrata       | 559   | 45,71 / 100,00  | -    |
|                         | Partido Socialista             | 448   | 36,63 / 100,00  | 7,18 |
|                         | CDS-MPT                        | 59    | 4,82 / 100,00   | -    |
|                         | CHEGA                          | 34    | 2,78 / 100,00   | Novo |
|                         | Pessoas–Animais–Natureza       | 18    | 1,47 / 100,00   | 1,01 |
|                         | Coligação Democrática Unitária | 16    | 1,31 / 100,00   | 0,15 |
|                         | Iniciativa Liberal             | 15    | 1,23 / 100,00   | Novo |
|                         | Bloco de Esquerda              | 14    | 1,14 / 100,00   | 0,30 |
|                         | LIVRE                          | 6     | 0,49 / 100,00   | -    |
| Votos Inválidos         | Votos Inválidos                | 54    | 4,41 / 100,00   | 0,70 |
| Total                   | Total                          | 1 223 | 100,00 / 100,00 |      |
| Eleitorado/Participação | Eleitorado/Participação        | 1 780 | 68,71 / 100,00  | 1,66 |

#### Bidoeira de Cima
| Partido                 | Partido                        | Votos | %               | +/-  |
| ----------------------- | ------------------------------ | ----- | --------------- | ---- |
|                         | Partido Socialista             | 559   | 42,16 / 100,00  | 3,53 |
|                         | Partido Social Democrata       | 515   | 38,84 / 100,00  | -    |
|                         | CHEGA                          | 60    | 4,52 / 100,00   | Novo |
|                         | CDS-MPT                        | 46    | 3,47 / 100,00   | -    |
|                         | Iniciativa Liberal             | 21    | 1,58 / 100,00   | Novo |
|                         | Pessoas–Animais–Natureza       | 13    | 0,98 / 100,00   | 0,82 |
|                         | Bloco de Esquerda              | 11    | 0,83 / 100,00   | 1,20 |
|                         | Coligação Democrática Unitária | 5     | 0,38 / 100,00   | 0,22 |
|                         | LIVRE                          | 5     | 0,38 / 100,00   | -    |
| Votos Inválidos         | Votos Inválidos                | 91    | 6,86 / 100,00   | 1,17 |
| Total                   | Total                          | 1 326 | 100,00 / 100,00 |      |
| Eleitorado/Participação | Eleitorado/Participação        | 2 079 | 63,78 / 100,00  | 0,15 |

#### Caranguejeira
| Partido                 | Partido                        | Votos | %               | +/-  |
| ----------------------- | ------------------------------ | ----- | --------------- | ---- |
|                         | Partido Socialista             | 1 135 | 43,34 / 100,00  | 2,33 |
|                         | Partido Social Democrata       | 936   | 35,74 / 100,00  | -    |
|                         | CHEGA                          | 139   | 5,31 / 100,00   | Novo |
|                         | CDS-MPT                        | 130   | 4,96 / 100,00   | -    |
|                         | Pessoas–Animais–Natureza       | 42    | 1,60 / 100,00   | 0,68 |
|                         | Bloco de Esquerda              | 40    | 1,53 / 100,00   | 0,10 |
|                         | Iniciativa Liberal             | 31    | 1,18 / 100,00   | Novo |
|                         | Coligação Democrática Unitária | 19    | 0,73 / 100,00   | 0,05 |
|                         | LIVRE                          | 8     | 0,31 / 100,00   | -    |
| Votos Inválidos         | Votos Inválidos                | 139   | 5,31 / 100,00   | 0,79 |
| Total                   | Total                          | 2 619 | 100,00 / 100,00 |      |
| Eleitorado/Participação | Eleitorado/Participação        | 4 316 | 60,68 / 100,00  | 2,24 |

#### Coimbrão
| Partido                 | Partido                        | Votos | %               | +/-  |
| ----------------------- | ------------------------------ | ----- | --------------- | ---- |
|                         | Partido Socialista             | 450   | 52,51 / 100,00  | 2,68 |
|                         | Partido Social Democrata       | 218   | 25,44 / 100,00  | -    |
|                         | CHEGA                          | 46    | 5,37 / 100,00   | Novo |
|                         | Coligação Democrática Unitária | 24    | 2,80 / 100,00   | 0,69 |
|                         | Bloco de Esquerda              | 18    | 2,10 / 100,00   | 0,27 |
|                         | Pessoas–Animais–Natureza       | 16    | 1,87 / 100,00   | 1,17 |
|                         | CDS-MPT                        | 11    | 1,28 / 100,00   | -    |
|                         | LIVRE                          | 7     | 0,82 / 100,00   | -    |
|                         | Iniciativa Liberal             | 6     | 0,70 / 100,00   | Novo |
| Votos Inválidos         | Votos Inválidos                | 61    | 7,12 / 100,00   | 0,09 |
| Total                   | Total                          | 857   | 100,00 / 100,00 |      |
| Eleitorado/Participação | Eleitorado/Participação        | 1 650 | 51,94 / 100,00  | 0,22 |

#### Colmeias e Memória
| Partido                 | Partido                        | Votos | %               | +/-  |
| ----------------------- | ------------------------------ | ----- | --------------- | ---- |
|                         | Partido Socialista             | 778   | 40,99 / 100,00  | 5,13 |
|                         | Partido Social Democrata       | 665   | 35,04 / 100,00  | -    |
|                         | CHEGA                          | 162   | 8,54 / 100,00   | Novo |
|                         | CDS-MPT                        | 52    | 2,74 / 100,00   | -    |
|                         | Iniciativa Liberal             | 51    | 2,69 / 100,00   | Novo |
|                         | Pessoas–Animais–Natureza       | 33    | 1,74 / 100,00   | 0,97 |
|                         | Bloco de Esquerda              | 29    | 1,53 / 100,00   | 0,17 |
|                         | Coligação Democrática Unitária | 19    | 1,00 / 100,00   | 0,03 |
|                         | LIVRE                          | 11    | 0,58 / 100,00   | -    |
| Votos Inválidos         | Votos Inválidos                | 98    | 5,17 / 100,00   | 0,35 |
| Total                   | Total                          | 1 898 | 100,00 / 100,00 |      |
| Eleitorado/Participação | Eleitorado/Participação        | 3 890 | 48,79 / 100,00  | 2,64 |

#### Leiria, Pousos, Barreira e Cortes
| Partido                 | Partido                        | Votos  | %               | +/-  |
| ----------------------- | ------------------------------ | ------ | --------------- | ---- |
|                         | Partido Socialista             | 6 916  | 46,74 / 100,00  | 3,28 |
|                         | Partido Social Democrata       | 2 584  | 19,29 / 100,00  | -    |
|                         | CHEGA                          | 898    | 6,07 / 100,00   | Novo |
|                         | CDS-MPT                        | 749    | 5,06 / 100,00   | -    |
|                         | Bloco de Esquerda              | 711    | 4,81 / 100,00   | 1,07 |
|                         | Iniciativa Liberal             | 682    | 4,61 / 100,00   | Novo |
|                         | Coligação Democrática Unitária | 540    | 3,65 / 100,00   | 0,03 |
|                         | Pessoas–Animais–Natureza       | 469    | 3,17 / 100,00   | 0,73 |
|                         | LIVRE                          | 161    | 1,09 / 100,00   | -    |
| Votos Inválidos         | Votos Inválidos                | 816    | 5,52 / 100,00   | 0,75 |
| Total                   | Total                          | 14 796 | 100,00 / 100,00 |      |
| Eleitorado/Participação | Eleitorado/Participação        | 29 218 | 50,64 / 100,00  | 1,97 |

#### Maceira
| Partido                 | Partido                        | Votos | %               | +/-  |
| ----------------------- | ------------------------------ | ----- | --------------- | ---- |
|                         | Partido Socialista             | 2 272 | 49,47 / 100,00  | 5,70 |
|                         | Partido Social Democrata       | 1 024 | 22,29 / 100,00  | -    |
|                         | CHEGA                          | 294   | 6,40 / 100,00   | Novo |
|                         | CDS-MPT                        | 165   | 3,59 / 100,00   | -    |
|                         | Bloco de Esquerda              | 144   | 3,14 / 100,00   | 0,78 |
|                         | Coligação Democrática Unitária | 135   | 2,94 / 100,00   | 0,54 |
|                         | Pessoas–Animais–Natureza       | 103   | 2,24 / 100,00   | 0,91 |
|                         | Iniciativa Liberal             | 96    | 2,09 / 100,00   | Novo |
|                         | LIVRE                          | 36    | 0,78 / 100,00   | -    |
| Votos Inválidos         | Votos Inválidos                | 324   | 7,05 / 100,00   | 0,57 |
| Total                   | Total                          | 4 593 | 100,00 / 100,00 |      |
| Eleitorado/Participação | Eleitorado/Participação        | 8 421 | 54,54 / 100,00  | 2,76 |

#### Marrazes e Barrosa
| Partido                 | Partido                        | Votos  | %               | +/-  |
| ----------------------- | ------------------------------ | ------ | --------------- | ---- |
|                         | Partido Socialista             | 4 220  | 45,45 / 100,00  | 1,56 |
|                         | Partido Social Democrata       | 1 810  | 19,49 / 100,00  | -    |
|                         | CHEGA                          | 753    | 8,11 / 100,00   | Novo |
|                         | Coligação Democrática Unitária | 455    | 4,90 / 100,00   | 0,28 |
|                         | Bloco de Esquerda              | 444    | 4,78 / 100,00   | 1,37 |
|                         | CDS-MPT                        | 330    | 3,55 / 100,00   | -    |
|                         | Pessoas–Animais–Natureza       | 321    | 3,46 / 100,00   | 0,92 |
|                         | Iniciativa Liberal             | 303    | 3,26 / 100,00   | Novo |
|                         | LIVRE                          | 111    | 1,20 / 100,00   | -    |
| Votos Inválidos         | Votos Inválidos                | 538    | 5,79 / 100,00   | 1,65 |
| Total                   | Total                          | 9 285  | 100,00 / 100,00 |      |
| Eleitorado/Participação | Eleitorado/Participação        | 21 659 | 42,87 / 100,00  | 1,19 |

#### Milagres
| Partido                 | Partido                        | Votos | %               | +/-  |
| ----------------------- | ------------------------------ | ----- | --------------- | ---- |
|                         | Partido Socialista             | 807   | 51,14 / 100,00  | 3,85 |
|                         | Partido Social Democrata       | 374   | 23,70 / 100,00  | -    |
|                         | CHEGA                          | 128   | 8,11 / 100,00   | Novo |
|                         | Bloco de Esquerda              | 39    | 2,47 / 100,00   | 0,38 |
|                         | CDS-MPT                        | 33    | 2,09 / 100,00   | -    |
|                         | Iniciativa Liberal             | 32    | 2,03 / 100,00   | Novo |
|                         | Coligação Democrática Unitária | 26    | 1,65 / 100,00   | 0,60 |
|                         | Pessoas–Animais–Natureza       | 26    | 1,65 / 100,00   | 0,38 |
|                         | LIVRE                          | 6     | 0,38 / 100,00   | -    |
| Votos Inválidos         | Votos Inválidos                | 107   | 6,78 / 100,00   | 1,35 |
| Total                   | Total                          | 1 578 | 100,00 / 100,00 |      |
| Eleitorado/Participação | Eleitorado/Participação        | 2 797 | 56,42 / 100,00  | 0,62 |

#### Monte Real e Carvide
| Partido                 | Partido                        | Votos | %               | +/-  |
| ----------------------- | ------------------------------ | ----- | --------------- | ---- |
|                         | Partido Socialista             | 1 273 | 45,77 / 100,00  | 1,95 |
|                         | Partido Social Democrata       | 725   | 26,07 / 100,00  | -    |
|                         | CDS-MPT                        | 138   | 4,96 / 100,00   | -    |
|                         | CHEGA                          | 133   | 4,78 / 100,00   | Novo |
|                         | Bloco de Esquerda              | 79    | 2,84 / 100,00   | 0,27 |
|                         | Coligação Democrática Unitária | 79    | 2,84 / 100,00   | 0,20 |
|                         | Pessoas–Animais–Natureza       | 67    | 2,41 / 100,00   | 0,87 |
|                         | Iniciativa Liberal             | 54    | 1,94 / 100,00   | Novo |
|                         | LIVRE                          | 22    | 0,79 / 100,00   | -    |
| Votos Inválidos         | Votos Inválidos                | 211   | 7,59 / 100,00   | 0,95 |
| Total                   | Total                          | 2 781 | 100,00 / 100,00 |      |
| Eleitorado/Participação | Eleitorado/Participação        | 4 989 | 55,74 / 100,00  | 2,84 |

#### Monte Redondo e Carreira
| Partido                 | Partido                        | Votos | %               | +/-  |
| ----------------------- | ------------------------------ | ----- | --------------- | ---- |
|                         | Partido Socialista             | 1 345 | 49,12 / 100,00  | 2,70 |
|                         | Partido Social Democrata       | 702   | 25,64 / 100,00  | -    |
|                         | CHEGA                          | 133   | 4,86 / 100,00   | Novo |
|                         | CDS-MPT                        | 132   | 4,82 / 100,00   | -    |
|                         | Coligação Democrática Unitária | 92    | 3,36 / 100,00   | 0,27 |
|                         | Bloco de Esquerda              | 66    | 2,41 / 100,00   | 0,34 |
|                         | Pessoas–Animais–Natureza       | 45    | 1,64 / 100,00   | 0,50 |
|                         | Iniciativa Liberal             | 30    | 1,10 / 100,00   | Novo |
|                         | LIVRE                          | 22    | 0,80 / 100,00   | -    |
| Votos Inválidos         | Votos Inválidos                | 171   | 6,24 / 100,00   | 1,20 |
| Total                   | Total                          | 2 738 | 100,00 / 100,00 |      |
| Eleitorado/Participação | Eleitorado/Participação        | 4 777 | 57,32 / 100,00  | 2,30 |

#### Parceiros e Azoia
| Partido                 | Partido                        | Votos | %               | +/-  |
| ----------------------- | ------------------------------ | ----- | --------------- | ---- |
|                         | Partido Socialista             | 1 674 | 46,76 / 100,00  | 5,82 |
|                         | Partido Social Democrata       | 781   | 21,82 / 100,00  | -    |
|                         | CHEGA                          | 246   | 6,87 / 100,00   | Novo |
|                         | Bloco de Esquerda              | 159   | 4,44 / 100,00   | 1,05 |
|                         | CDS-MPT                        | 137   | 3,83 / 100,00   | -    |
|                         | Iniciativa Liberal             | 127   | 3,55 / 100,00   | Novo |
|                         | Pessoas–Animais–Natureza       | 110   | 3,07 / 100,00   | 0,04 |
|                         | Coligação Democrática Unitária | 107   | 2,99 / 100,00   | 0,34 |
|                         | LIVRE                          | 31    | 0,87 / 100,00   | -    |
| Votos Inválidos         | Votos Inválidos                | 208   | 5,81 / 100,00   | 1,37 |
| Total                   | Total                          | 3 580 | 100,00 / 100,00 |      |
| Eleitorado/Participação | Eleitorado/Participação        | 6 335 | 56,51 / 100,00  | 1,00 |

#### Regueira de Pontes
| Partido                 | Partido                        | Votos | %               | +/-  |
| ----------------------- | ------------------------------ | ----- | --------------- | ---- |
|                         | Partido Socialista             | 629   | 53,58 / 100,00  | 2,06 |
|                         | Partido Social Democrata       | 202   | 17,21 / 100,00  | -    |
|                         | CDS-MPT                        | 105   | 8,94 / 100,00   | -    |
|                         | CHEGA                          | 63    | 5,37 / 100,00   | Novo |
|                         | Coligação Democrática Unitária | 26    | 2,21 / 100,00   | 0,26 |
|                         | Pessoas–Animais–Natureza       | 21    | 1,79 / 100,00   | 1,01 |
|                         | Bloco de Esquerda              | 19    | 1,62 / 100,00   | 1,26 |
|                         | Iniciativa Liberal             | 14    | 1,19 / 100,00   | Novo |
|                         | LIVRE                          | 4     | 0,34 / 100,00   | -    |
| Votos Inválidos         | Votos Inválidos                | 91    | 7,75 / 100,00   | 0,47 |
| Total                   | Total                          | 1 174 | 100,00 / 100,00 |      |
| Eleitorado/Participação | Eleitorado/Participação        | 1 898 | 61,85 / 100,00  | 0,37 |

#### Santa Catarina da Serra e Chainça
| Partido                 | Partido                        | Votos | %               | +/-   |
| ----------------------- | ------------------------------ | ----- | --------------- | ----- |
|                         | Partido Socialista             | 1 174 | 42,14 / 100,00  | 17,12 |
|                         | Partido Social Democrata       | 1 023 | 36,72 / 100,00  | -     |
|                         | CHEGA                          | 196   | 7,04 / 100,00   | Novo  |
|                         | CDS-MPT                        | 112   | 4,02 / 100,00   | -     |
|                         | Pessoas–Animais–Natureza       | 42    | 1,51 / 100,00   | 0,47  |
|                         | Iniciativa Liberal             | 40    | 1,44 / 100,00   | Novo  |
|                         | Bloco de Esquerda              | 36    | 1,29 / 100,00   | 0,15  |
|                         | Coligação Democrática Unitária | 18    | 0,65 / 100,00   | 0,38  |
|                         | LIVRE                          | 10    | 0,36 / 100,00   | -     |
| Votos Inválidos         | Votos Inválidos                | 135   | 4,84 / 100,00   | 2,20  |
| Total                   | Total                          | 2 786 | 100,00 / 100,00 |       |
| Eleitorado/Participação | Eleitorado/Participação        | 4 219 | 66,03 / 100,00  | 1,11  |

#### Santa Eufémia e Boa Vista
| Partido                 | Partido                        | Votos | %               | +/-  |
| ----------------------- | ------------------------------ | ----- | --------------- | ---- |
|                         | Partido Socialista             | 945   | 43,47 / 100,00  | 5,01 |
|                         | Partido Social Democrata       | 548   | 25,21 / 100,00  | -    |
|                         | CHEGA                          | 261   | 12,01 / 100,00  | Novo |
|                         | CDS-MPT                        | 95    | 4,37 / 100,00   | -    |
|                         | Iniciativa Liberal             | 58    | 2,67 / 100,00   | Novo |
|                         | Bloco de Esquerda              | 45    | 2,07 / 100,00   | 0,65 |
|                         | Pessoas–Animais–Natureza       | 38    | 1,75 / 100,00   | 0,03 |
|                         | Coligação Democrática Unitária | 25    | 1,15 / 100,00   | 0,30 |
|                         | LIVRE                          | 9     | 0,41 / 100,00   | -    |
| Votos Inválidos         | Votos Inválidos                | 150   | 6,90 / 100,00   | 0,44 |
| Total                   | Total                          | 2 174 | 100,00 / 100,00 |      |
| Eleitorado/Participação | Eleitorado/Participação        | 3 806 | 57,12 / 100,00  | 0,41 |

#### Souto da Carpalhosa e Ortigosa
| Partido                 | Partido                        | Votos | %               | +/-  |
| ----------------------- | ------------------------------ | ----- | --------------- | ---- |
|                         | Partido Socialista             | 1 312 | 40,26 / 100,00  | 2,42 |
|                         | Partido Social Democrata       | 1 087 | 33,35 / 100,00  | -    |
|                         | CDS-MPT                        | 220   | 6,75 / 100,00   | -    |
|                         | CHEGA                          | 209   | 6,41 / 100,00   | Novo |
|                         | Pessoas–Animais–Natureza       | 74    | 2,27 / 100,00   | 0,45 |
|                         | Iniciativa Liberal             | 50    | 1,53 / 100,00   | Novo |
|                         | Bloco de Esquerda              | 47    | 1,44 / 100,00   | 0,34 |
|                         | Coligação Democrática Unitária | 27    | 0,83 / 100,00   | 0,11 |
|                         | LIVRE                          | 19    | 0,58 / 100,00   | -    |
| Votos Inválidos         | Votos Inválidos                | 214   | 6,57 / 100,00   | 1,34 |
| Total                   | Total                          | 3 259 | 100,00 / 100,00 |      |
| Eleitorado/Participação | Eleitorado/Participação        | 5 108 | 63,80 / 100,00  | 4,96 |

### Juntas de Freguesia

#### Amor
| Partido                 | Partido                        | Votos | %               | +/-  | Mandatos | +/-     |
| ----------------------- | ------------------------------ | ----- | --------------- | ---- | -------- | ------- |
|                         | Partido Socialista             | 1 072 | 48,24 / 100,00  | 6,40 | 5 / 9    | 1       |
|                         | Partido Social Democrata       | 796   | 35,82 / 100,00  | -    | 4 / 9    | -       |
|                         | Coligação Democrática Unitária | 132   | 5,94 / 100,00   | 1,30 | 0 / 9    | Estável |
|                         | CDS-MPT                        | 51    | 2,30 / 100,00   | -    | 0 / 9    | -       |
| Votos Inválidos         | Votos Inválidos                | 171   | 7,70 / 100,00   | 1,51 |          |         |
| Total                   | Total                          | 2 222 | 100,00 / 100,00 |      | 9 / 9    |         |
| Eleitorado/Participação | Eleitorado/Participação        | 4 110 | 54,06 / 100,00  | 0,02 |          |         |

#### Arrabal
| Partido                 | Partido                        | Votos | %               | +/-  | Mandatos | +/-     |
| ----------------------- | ------------------------------ | ----- | --------------- | ---- | -------- | ------- |
|                         | Partido Socialista             | 744   | 51,56 / 100,00  | 1,27 | 6 / 9    | 1       |
|                         | Partido Social Democrata       | 447   | 30,98 / 100,00  | -    | 3 / 9    | -       |
|                         | CHEGA                          | 68    | 4,71 / 100,00   | Novo | 0 / 9    | Novo    |
|                         | Coligação Democrática Unitária | 58    | 4,02 / 100,00   | 4,12 | 0 / 9    | Estável |
|                         | CDS-MPT                        | 51    | 3,53 / 100,00   | -    | 0 / 9    | -       |
| Votos Inválidos         | Votos Inválidos                | 75    | 5,20 / 100,00   | 0,39 |          |         |
| Total                   | Total                          | 1 443 | 100,00 / 100,00 |      | 9 / 9    |         |
| Eleitorado/Participação | Eleitorado/Participação        | 2 367 | 60,96 / 100,00  | 3,17 |          |         |

#### Bajouca
| Partido                 | Partido                        | Votos | %               | +/-  | Mandatos | +/-     |
| ----------------------- | ------------------------------ | ----- | --------------- | ---- | -------- | ------- |
|                         | Partido Social Democrata       | 573   | 46,85 / 100,00  | -    | 5 / 9    | -       |
|                         | Partido Socialista             | 513   | 41,95 / 100,00  | 7,28 | 4 / 9    | 1       |
|                         | CDS-MPT                        | 72    | 5,89 / 100,00   | -    | 0 / 9    | -       |
|                         | Coligação Democrática Unitária | 10    | 0,82 / 100,00   | 0,05 | 0 / 9    | Estável |
| Votos Inválidos         | Votos Inválidos                | 55    | 4,50 / 100,00   | 0,76 |          |         |
| Total                   | Total                          | 1 223 | 100,00 / 100,00 |      | 9 / 9    |         |
| Eleitorado/Participação | Eleitorado/Participação        | 1 780 | 68,71 / 100,00  | 1,66 |          |         |

#### Bidoeira de Cima
| Partido                 | Partido                        | Votos | %               | +/-  | Mandatos | +/-     |
| ----------------------- | ------------------------------ | ----- | --------------- | ---- | -------- | ------- |
|                         | Partido Social Democrata       | 615   | 46,38 / 100,00  | -    | 5 / 9    | -       |
|                         | Partido Socialista             | 591   | 44,57 / 100,00  | 1,95 | 4 / 9    | 1       |
|                         | CDS-MPT                        | 56    | 4,22 / 100,00   | -    | 0 / 9    | -       |
|                         | Coligação Democrática Unitária | 4     | 0,30 / 100,00   | 0,75 | 0 / 9    | Estável |
| Votos Inválidos         | Votos Inválidos                | 60    | 4,53 / 100,00   | 1,54 |          |         |
| Total                   | Total                          | 1 326 | 100,00 / 100,00 |      | 9 / 9    |         |
| Eleitorado/Participação | Eleitorado/Participação        | 2 079 | 63,78 / 100,00  | 0,06 |          |         |

#### Caranguejeira
| Partido                 | Partido                        | Votos | %               | +/-  | Mandatos | +/-     |
| ----------------------- | ------------------------------ | ----- | --------------- | ---- | -------- | ------- |
|                         | Partido Socialista             | 1 169 | 44,64 / 100,00  | 5,77 | 5 / 9    | Estável |
|                         | Partido Social Democrata       | 1 083 | 41,35 / 100,00  | -    | 4 / 9    | -       |
|                         | CDS-MPT                        | 205   | 7,83 / 100,00   | -    | 0 / 9    | -       |
|                         | Coligação Democrática Unitária | 39    | 1,49 / 100,00   | 0,71 | 0 / 9    | Estável |
| Votos Inválidos         | Votos Inválidos                | 123   | 4,69 / 100,00   | 0,69 |          |         |
| Total                   | Total                          | 2 619 | 100,00 / 100,00 |      | 9 / 9    |         |
| Eleitorado/Participação | Eleitorado/Participação        | 4 316 | 60,68 / 100,00  | 2,24 |          |         |

#### Coimbrão
| Partido                 | Partido                        | Votos | %               | +/-  | Mandatos | +/-     |
| ----------------------- | ------------------------------ | ----- | --------------- | ---- | -------- | ------- |
|                         | Partido Socialista             | 481   | 56,13 / 100,00  | 6,02 | 6 / 9    | 1       |
|                         | Partido Social Democrata       | 272   | 31,74 / 100,00  | -    | 3 / 9    | -       |
|                         | Coligação Democrática Unitária | 24    | 2,80 / 100,00   | 1,38 | 0 / 9    | Estável |
|                         | CDS-MPT                        | 17    | 1,98 / 100,00   | -    | 0 / 9    | -       |
| Votos Inválidos         | Votos Inválidos                | 63    | 7,35 / 100,00   | 0,36 |          |         |
| Total                   | Total                          | 857   | 100,00 / 100,00 |      | 9 / 9    |         |
| Eleitorado/Participação | Eleitorado/Participação        | 1 650 | 51,94 / 100,00  | 0,28 |          |         |

#### Colmeias e Memória
| Partido                 | Partido                        | Votos | %               | +/-  | Mandatos | +/-     |
| ----------------------- | ------------------------------ | ----- | --------------- | ---- | -------- | ------- |
|                         | Partido Socialista             | 908   | 47,74 / 100,00  | 6,10 | 5 / 9    | 1       |
|                         | Partido Social Democrata       | 740   | 38,91 / 100,00  | -    | 4 / 9    | -       |
|                         | CDS-MPT                        | 124   | 6,52 / 100,00   | -    | 0 / 9    | -       |
|                         | Coligação Democrática Unitária | 35    | 1,84 / 100,00   | 0,58 | 0 / 9    | Estável |
| Votos Inválidos         | Votos Inválidos                | 95    | 5,00 / 100,00   | 0,37 |          |         |
| Total                   | Total                          | 1 902 | 100,00 / 100,00 |      | 9 / 9    |         |
| Eleitorado/Participação | Eleitorado/Participação        | 3 890 | 48,89 / 100,00  | 2,54 |          |         |

#### Leiria, Pousos, Barreira e Cortes
| Partido                 | Partido                        | Votos  | %               | +/-  | Mandatos | +/-     |
| ----------------------- | ------------------------------ | ------ | --------------- | ---- | -------- | ------- |
|                         | Partido Socialista             | 7 916  | 53,51 / 100,00  | 3,64 | 12 / 19  | 1       |
|                         | Partido Social Democrata       | 2 735  | 18,49 / 100,00  | -    | 4 / 19   | -       |
|                         | CHEGA                          | 802    | 5,42 / 100,00   | Novo | 1 / 19   | Novo    |
|                         | Bloco de Esquerda              | 703    | 4,75 / 100,00   | 0,35 | 1 / 19   | Estável |
|                         | Iniciativa Liberal             | 653    | 4,41 / 100,00   | Novo | 1 / 19   | Novo    |
|                         | CDS-MPT                        | 587    | 3,97 / 100,00   | -    | 0 / 19   | -       |
|                         | Coligação Democrática Unitária | 480    | 3,24 / 100,00   | 0,01 | 0 / 19   | Estável |
| Votos Inválidos         | Votos Inválidos                | 918    | 6,21 / 100,00   | 0,29 |          |         |
| Total                   | Total                          | 14 794 | 100,00 / 100,00 |      | 19 / 19  |         |
| Eleitorado/Participação | Eleitorado/Participação        | 29 218 | 50,63 / 100,00  | 1,99 |          |         |

#### Maceira
| Partido                 | Partido                        | Votos | %               | +/-  | Mandatos | +/-     |
| ----------------------- | ------------------------------ | ----- | --------------- | ---- | -------- | ------- |
|                         | Partido Socialista             | 2 441 | 53,15 / 100,00  | 8,51 | 9 / 13   | Estável |
|                         | Partido Social Democrata       | 1 344 | 29,26 / 100,00  | -    | 4 / 13   | -       |
|                         | CDS-MPT                        | 224   | 4,88 / 100,00   | -    | 0 / 13   | -       |
|                         | Coligação Democrática Unitária | 136   | 2,96 / 100,00   | 0,21 | 0 / 13   | Estável |
|                         | Bloco de Esquerda              | 127   | 2,77 / 100,00   | 0,13 | 0 / 13   | Estável |
| Votos Inválidos         | Votos Inválidos                | 321   | 6,99 / 100,00   | 2,16 |          |         |
| Total                   | Total                          | 4 593 | 100,00 / 100,00 |      | 13 / 13  |         |
| Eleitorado/Participação | Eleitorado/Participação        | 8 421 | 54,54 / 100,00  | 2,75 |          |         |

#### Marrazes e Barrosa
| Partido                 | Partido                        | Votos  | %               | +/-  | Mandatos | +/-     |
| ----------------------- | ------------------------------ | ------ | --------------- | ---- | -------- | ------- |
|                         | Partido Socialista             | 4 405  | 47,43 / 100,00  | 1,64 | 11 / 19  | Estável |
|                         | Partido Social Democrata       | 2 117  | 22,79 / 100,00  | -    | 5 / 19   | -       |
|                         | CHEGA                          | 724    | 7,80 / 100,00   | Novo | 1 / 19   | Novo    |
|                         | Bloco de Esquerda              | 494    | 5,32 / 100,00   | 0,83 | 1 / 19   | Estável |
|                         | Coligação Democrática Unitária | 492    | 5,30 / 100,00   | 0,27 | 1 / 19   | Estável |
|                         | CDS-MPT                        | 386    | 4,16 / 100,00   | -    | 0 / 19   | -       |
| Votos Inválidos         | Votos Inválidos                | 670    | 7,21 / 100,00   | 1,59 |          |         |
| Total                   | Total                          | 9 288  | 100,00 / 100,00 |      | 19 / 19  |         |
| Eleitorado/Participação | Eleitorado/Participação        | 21 659 | 42,88 / 100,00  | 1,21 |          |         |

#### Milagres
| Partido                 | Partido                        | Votos | %               | +/-  | Mandatos | +/-     |
| ----------------------- | ------------------------------ | ----- | --------------- | ---- | -------- | ------- |
|                         | Partido Socialista             | 868   | 55,01 / 100,00  | 6,20 | 6 / 9    | 1       |
|                         | Partido Social Democrata       | 384   | 24,33 / 100,00  | -    | 2 / 9    | -       |
|                         | CHEGA                          | 180   | 11,41 / 100,00  | Novo | 1 / 9    | Novo    |
|                         | CDS-MPT                        | 30    | 1,90 / 100,00   | -    | 0 / 9    | -       |
|                         | Coligação Democrática Unitária | 20    | 1,27 / 100,00   | 0,39 | 0 / 9    | Estável |
| Votos Inválidos         | Votos Inválidos                | 96    | 6,08 / 100,00   | 1,13 |          |         |
| Total                   | Total                          | 1 578 | 100,00 / 100,00 |      | 9 / 9    |         |
| Eleitorado/Participação | Eleitorado/Participação        | 2 797 | 56,42 / 100,00  | 0,62 |          |         |

#### Monte Real e Carvide
| Partido                 | Partido                            | Votos | %               | +/-   | Mandatos | +/-     |
| ----------------------- | ---------------------------------- | ----- | --------------- | ----- | -------- | ------- |
|                         | Partido Socialista                 | 999   | 35,92 / 100,00  | 14,87 | 4 / 9    | 4       |
|                         | Partido Social Democrata           | 963   | 34,63 / 100,00  | -     | 4 / 9    | -       |
|                         | Movimento Independente de Cidadãos | 450   | 16,18 / 100,00  | Novo  | 1 / 9    | Novo    |
|                         | CDS-MPT                            | 136   | 4,89 / 100,00   | -     | 0 / 9    | -       |
|                         | Coligação Democrática Unitária     | 55    | 1,98 / 100,00   | 1,03  | 0 / 9    | Estável |
| Votos Inválidos         | Votos Inválidos                    | 178   | 6,40 / 100,00   | 1,63  |          |         |
| Total                   | Total                              | 2 781 | 100,00 / 100,00 |       | 9 / 9    | 4       |
| Eleitorado/Participação | Eleitorado/Participação            | 4 989 | 55,74 / 100,00  | 2,86  |          |         |

#### Monte Redondo e Carreira
| Partido                 | Partido                        | Votos | %               | +/-  | Mandatos | +/-     |
| ----------------------- | ------------------------------ | ----- | --------------- | ---- | -------- | ------- |
|                         | Partido Socialista             | 1 484 | 54,20 / 100,00  | 3,98 | 6 / 9    | Estável |
|                         | Partido Social Democrata       | 742   | 27,10 / 100,00  | -    | 3 / 9    | -       |
|                         | Coligação Democrática Unitária | 186   | 6,79 / 100,00   | 3,05 | 0 / 9    | Estável |
|                         | CDS-MPT                        | 167   | 6,10 / 100,00   | -    | 0 / 9    | -       |
| Votos Inválidos         | Votos Inválidos                | 159   | 5,81 / 100,00   | 0,88 |          |         |
| Total                   | Total                          | 2 738 | 100,00 / 100,00 |      | 9 / 9    |         |
| Eleitorado/Participação | Eleitorado/Participação        | 4 777 | 57,32 / 100,00  | 2,30 |          |         |

#### Parceiros e Azoia
| Partido                 | Partido                        | Votos | %               | +/-  | Mandatos | +/-     |
| ----------------------- | ------------------------------ | ----- | --------------- | ---- | -------- | ------- |
|                         | Partido Socialista             | 1 840 | 51,41 / 100,00  | 6,55 | 8 / 13   | 1       |
|                         | Partido Social Democrata       | 900   | 25,15 / 100,00  | -    | 4 / 13   | -       |
|                         | CHEGA                          | 209   | 5,84 / 100,00   | Novo | 1 / 13   | Novo    |
|                         | Bloco de Esquerda              | 151   | 4,22 / 100,00   | 0,68 | 0 / 13   | Estável |
|                         | CDS-MPT                        | 110   | 3,07 / 100,00   | -    | 0 / 13   | -       |
|                         | Coligação Democrática Unitária | 104   | 2,91 / 100,00   | 0,56 | 0 / 13   | Estável |
| Votos Inválidos         | Votos Inválidos                | 265   | 7,40 / 100,00   | 0,25 |          |         |
| Total                   | Total                          | 3 579 | 100,00 / 100,00 |      | 13 / 13  |         |
| Eleitorado/Participação | Eleitorado/Participação        | 6 335 | 56,50 / 100,00  | 1,01 |          |         |

#### Regueira de Pontes
| Partido                 | Partido                        | Votos | %               | +/-  | Mandatos | +/-     |
| ----------------------- | ------------------------------ | ----- | --------------- | ---- | -------- | ------- |
|                         | Partido Socialista             | 677   | 57,67 / 100,00  | 2,38 | 6 / 9    | Estável |
|                         | Partido Social Democrata       | 221   | 18,82 / 100,00  | -    | 2 / 9    | -       |
|                         | CDS-MPT                        | 148   | 12,61 / 100,00  | -    | 1 / 9    | -       |
|                         | Coligação Democrática Unitária | 36    | 3,07 / 100,00   | 0,24 | 0 / 9    | Estável |
| Votos Inválidos         | Votos Inválidos                | 92    | 7,83 / 100,00   | 0,57 |          |         |
| Total                   | Total                          | 1 174 | 100,00 / 100,00 |      | 9 / 9    |         |
| Eleitorado/Participação | Eleitorado/Participação        | 1 898 | 61,85 / 100,00  | 0,37 |          |         |

#### Santa Catarina da Serra e Chainça
| Partido                 | Partido                        | Votos | %               | +/-   | Mandatos | +/-     |
| ----------------------- | ------------------------------ | ----- | --------------- | ----- | -------- | ------- |
|                         | Partido Socialista             | 1 612 | 57,86 / 100,00  | 45,28 | 6 / 9    | 5       |
|                         | PSD-CDS-MPT                    | 982   | 35,25 / 100,00  | 44,93 | 3 / 9    | 5       |
|                         | Coligação Democrática Unitária | 27    | 0,97 / 100,00   | 0,12  | 0 / 9    | Estável |
| Votos Inválidos         | Votos Inválidos                | 165   | 5,93 / 100,00   | 0,32  |          |         |
| Total                   | Total                          | 2 786 | 100,00 / 100,00 |       | 9 / 9    |         |
| Eleitorado/Participação | Eleitorado/Participação        | 4 219 | 66,03 / 100,00  | 1,11  |          |         |

#### Santa Eufémia e Boa Vista
| Partido                 | Partido                        | Votos | %               | +/-  | Mandatos | +/-     |
| ----------------------- | ------------------------------ | ----- | --------------- | ---- | -------- | ------- |
|                         | Partido Socialista             | 1 244 | 57,22 / 100,00  | 5,67 | 6 / 9    | Estável |
|                         | Partido Social Democrata       | 469   | 21,57 / 100,00  | -    | 2 / 9    | -       |
|                         | CHEGA                          | 194   | 8,92 / 100,00   | Novo | 1 / 9    | Novo    |
|                         | CDS-MPT                        | 102   | 4,69 / 100,00   | -    | 0 / 9    | -       |
|                         | Coligação Democrática Unitária | 21    | 0,97 / 100,00   | 0,53 | 0 / 9    | Estável |
| Votos Inválidos         | Votos Inválidos                | 144   | 6,63 / 100,00   | 0,08 |          |         |
| Total                   | Total                          | 2 174 | 100,00 / 100,00 |      | 9 / 9    |         |
| Eleitorado/Participação | Eleitorado/Participação        | 3 806 | 57,12 / 100,00  | 0,41 |          |         |

#### Souto da Carpalhosa e Ortigosa
| Partido                 | Partido                             | Votos | %               | +/-  | Mandatos | +/-     |
| ----------------------- | ----------------------------------- | ----- | --------------- | ---- | -------- | ------- |
|                         | Partido Social Democrata            | 1 374 | 42,15 / 100,00  | -    | 7 / 13   | -       |
|                         | Partido Socialista                  | 1 119 | 34,33 / 100,00  | 1,85 | 5 / 13   | Estável |
|                         | Eulália Crespo - Agimos Pelo Futuro | 258   | 7,91 / 100,00   | Novo | 1 / 13   | Novo    |
|                         | CDS-MPT                             | 171   | 5,25 / 100,00   | -    | 0 / 13   | -       |
|                         | CHEGA                               | 137   | 4,20 / 100,00   | Novo | 0 / 13   | Novo    |
|                         | Coligação Democrática Unitária      | 31    | 0,95 / 100,00   | 0,28 | 0 / 13   | Estável |
| Votos Inválidos         | Votos Inválidos                     | 170   | 5,22 / 100,00   | 2,69 |          |         |
| Total                   | Total                               | 3 260 | 100,00 / 100,00 |      | 13 / 13  |         |
| Eleitorado/Participação | Eleitorado/Participação             | 5 108 | 63,82 / 100,00  | 4,98 |          |         |

| Freguesia                         | 2017-2021 | 2017-2021          | 2017-2021      | 2021-2025 | 2021-2025                | 2021-2025      |
| --------------------------------- | --------- | ------------------ | -------------- | --------- | ------------------------ | -------------- |
| Amor                              |           | Partido Socialista | 41,84 / 100,00 |           | Partido Socialista       | 48,24 / 100,00 |
| Arrabal                           |           | Partido Socialista | 50,29 / 100,00 |           | Partido Socialista       | 51,56 / 100,00 |
| Bajouca                           |           | Partido Socialista | 49,23 / 100,00 |           | Partido Social Democrata | 46,85 / 100,00 |
| Bidoeira de Cima                  |           | Partido Socialista | 46,52 / 100,00 |           | Partido Social Democrata | 46,38 / 100,00 |
| Caranguejeira                     |           | Partido Socialista | 50,41 / 100,00 |           | Partido Socialista       | 44,64 / 100,00 |
| Coimbrão                          |           | Partido Socialista | 50,11 / 100,00 |           | Partido Socialista       | 56,13 / 100,00 |
| Colmeias e Memória                |           | Partido Socialista | 53,84 / 100,00 |           | Partido Socialista       | 47,74 / 100,00 |
| Leiria, Pousos, Barreira e Cortes |           | Partido Socialista | 57,15 / 100,00 |           | Partido Socialista       | 53,51 / 100,00 |
| Maceira                           |           | Partido Socialista | 61,66 / 100,00 |           | Partido Socialista       | 53,15 / 100,00 |
| Marrazes e Barosa                 |           | Partido Socialista | 49,07 / 100,00 |           | Partido Socialista       | 47,43 / 100,00 |
| Milagres                          |           | Partido Socialista | 61,21 / 100,00 |           | Partido Socialista       | 55,01 / 100,00 |
| Monte Real e Carvide              |           | Partido Socialista | 50,79 / 100,00 |           | Partido Socialista       | 35,92 / 100,00 |
| Monte Redondo e Carreira          |           | Partido Socialista | 50,22 / 100,00 |           | Partido Socialista       | 54,20 / 100,00 |
| Parceiros e Azoia                 |           | Partido Socialista | 57,96 / 100,00 |           | Partido Socialista       | 51,41 / 100,00 |
| Regueira de Pontes                |           | Partido Socialista | 60,05 / 100,00 |           | Partido Socialista       | 57,67 / 100,00 |
| Santa Catarina da Serra e Chainça |           | PSD-CDS            | 80,18 / 100,00 |           | Partido Socialista       | 57,86 / 100,00 |
| Santa Eufémia e Boa Vista         |           | Partido Socialista | 62,89 / 100,00 |           | Partido Socialista       | 57,22 / 100,00 |
| Souto da Carpalhosa e Ortigosa    |           | PSD-MPT            | 48,20 / 100,00 |           | Partido Social Democrata | 42,15 / 100,00 |